# Course en ligne masculine aux championnats du monde de cyclisme sur route 2000
Navigation
1999 2001
La course en ligne masculine des championnats du monde de cyclisme sur route 2000 a lieu le 15 octobre 2000 autour de Plouay, en France, sur une distance de 268,9 kilomètres. Elle est remportée par le Letton Romāns Vainšteins.
Ce championnat est disputé moins de deux semaines après les Jeux olympiques de Sydney.

## Qualification
| - Afrique du Sud (1) - Autriche (4) - Croatie (1) - Estonie (2) - Hong Kong (1) - Lettonie (3) - Moldavie (2) - Pays-Bas (12) - Russie (7) - Suisse (12) | - Allemagne (10) - Belgique (12) - Danemark (11) - États-Unis (4) - Italie (12) - Lituanie (1) - Nouvelle-Zélande (2) - Pologne (8) - Slovénie (2) - Tchéquie (3) | - Australie (4) - Canada (2) - Espagne (12) - France (12) - Kazakhstan (4) - Luxembourg (1) - Norvège (2) - Royaume-Uni (3) - Suède (5) - Ukraine (3) |

## Classement
Source : Pro Cycling Stats
| Rang                      | Coureur              | Pays        |    | Temps           |
| ------------------------- | -------------------- | ----------- | -- | --------------- |
| Médaille d'or, monde      | Romāns Vainšteins    | Lettonie    | en | 6 h 15 min 28 s |
| Médaille d'argent, monde  | Zbigniew Spruch      | Pologne     | +  | 0 s             |
| Médaille de bronze, monde | Óscar Freire         | Espagne     | +  | 0 s             |
| 4e                        | Michele Bartoli      | Italie      | +  | 0 s             |
| 5e                        | Tobias Steinhauser   | Allemagne   | +  | 0 s             |
| 6e                        | Niki Aebersold       | Suisse      | +  | 0 s             |
| 7e                        | Scott Sunderland     | Australie   | +  | 0 s             |
| 8e                        | Chann McRae          | États-Unis  | +  | 0 s             |
| 9e                        | Paolo Bettini        | Italie      | +  | 0 s             |
| 10e                       | Francesco Casagrande | Italie      | +  | 0 s             |
| 11e                       | Michael Boogerd      | Pays-Bas    | +  | 0 s             |
| 12e                       | Axel Merckx          | Belgique    | +  | 0 s             |
| 13e                       | Gorazd Štangelj      | Slovénie    | +  | 0 s             |
| 14e                       | Niklas Axelsson      | Suède       | +  | 0 s             |
| 15e                       | Dave Bruylandts      | Belgique    | +  | 0 s             |
| 16e                       | Oscar Camenzind      | Suisse      | +  | 0 s             |
| 17e                       | Maximilian Sciandri  | Royaume-Uni | +  | 0 s             |
| 18e                       | Jean-Cyril Robin     | France      | +  | 0 s             |
| 19e                       | Andreï Tchmil        | Belgique    | +  | 0 s             |
| 20e                       | Raimondas Rumšas     | Lituanie    | +  | 0 s             |

## Liste des participants
| N°  | Coureur                        | Pays       | Rang               |
| --- | ------------------------------ | ---------- | ------------------ |
| 01  | Óscar Freire                   | Espagne    | Médaille de bronze |
| 02  | Manuel Beltrán                 | Espagne    | 30e                |
| 03  | Francisco Cerezo               | Espagne    | 33e                |
| 04  | Rafael Díaz Justo              | Espagne    | Abandon            |
| 05  | José Enrique Gutiérrez         | Espagne    | Abandon            |
| 06  | Eladio Jiménez                 | Espagne    | Abandon            |
| 07  | Roberto Laiseka                | Espagne    | 64e                |
| 08  | Miguel Ángel Martín Perdiguero | Espagne    | 37e                |
| 09  | Jon Odriozola                  | Espagne    | Abandon            |
| 010 | José Luis Rubiera              | Espagne    | 29e                |
| 011 | Carlos Sastre                  | Espagne    | 98e                |
| 012 | Haimar Zubeldia                | Espagne    | Abandon            |
| 013 | Niki Aebersold                 | Suisse     | 6e                 |
| 014 | Roger Beuchat                  | Suisse     | Abandon            |
| 015 | Pierre Bourquenoud             | Suisse     | 84e                |
| 016 | Oscar Camenzind                | Suisse     | 16e                |
| 017 | Laurent Dufaux                 | Suisse     | Abandon            |
| 018 | Mauro Gianetti                 | Suisse     | 22e                |
| 019 | Rolf Huser                     | Suisse     | 45e                |
| 020 | Fabian Jeker                   | Suisse     | 44e                |
| 021 | Daniel Schnider                | Suisse     | 56e                |
| 022 | Marcel Strauss                 | Suisse     | Abandon            |
| 023 | Beat Zberg                     | Suisse     | 27e                |
| 024 | Markus Zberg                   | Suisse     | 49e                |
| 025 | Walter Bénéteau                | France     | Abandon            |
| 026 | Gilles Bouvard                 | France     | Abandon            |
| 027 | Laurent Brochard               | France     | 47e                |
| 028 | Frédéric Finot                 | France     | Abandon            |
| 029 | Frédéric Guesdon               | France     | 55e                |
| 030 | Patrice Halgand                | France     | 90e                |
| 031 | Stéphane Heulot                | France     | 26e                |
| 032 | Laurent Jalabert               | France     | Abandon            |
| 033 | Christophe Mengin              | France     | 81e                |
| 034 | Christophe Moreau              | France     | Abandon            |
| 035 | Jean-Cyril Robin               | France     | 18e                |
| 036 | Richard Virenque               | France     | 32e                |
| 037 | Sergio Barbero                 | Italie     | 52e                |
| 038 | Michele Bartoli                | Italie     | 4e                 |
| 039 | Paolo Bettini                  | Italie     | 9e                 |
| 040 | Francesco Casagrande           | Italie     | 10e                |
| 041 | Mirko Celestino                | Italie     | 58e                |
| 042 | Danilo Di Luca                 | Italie     | Abandon            |
| 043 | Gianni Faresin                 | Italie     | 28e                |
| 044 | Alessandro Petacchi            | Italie     | Abandon            |
| 045 | Davide Rebellin                | Italie     | 25e                |
| 046 | Luca Scinto                    | Italie     | 39e                |
| 047 | Gilberto Simoni                | Italie     | 31e                |
| 048 | Denis Zanette                  | Italie     | 51e                |
| 049 | Antonio Cruz                   | États-Unis | Abandon            |
| 050 | Chann McRae                    | États-Unis | 8e                 |
| 051 | Danny Pate                     | États-Unis | Abandon            |
| 052 | Fred Rodriguez                 | États-Unis | Abandon            |
| 053 | Serge Baguet                   | Belgique   | 43e                |
| 054 | Dave Bruylandts                | Belgique   | 15e                |
| 055 | Thierry Marichal               | Belgique   | 100e               |
| 056 | Nico Mattan                    | Belgique   | 21e                |
| 057 | Axel Merckx                    | Belgique   | 12e                |
| 058 | Chris Peers                    | Belgique   | 24e                |
| 059 | Wilfried Peeters               | Belgique   | 94e                |
| 060 | Andreï Tchmil                  | Belgique   | 19e                |
| 061 | Michel Vanhaecke               | Belgique   | Abandon            |
| 062 | Peter Van Petegem              | Belgique   | 50e                |
| 063 | Rik Verbrugghe                 | Belgique   | 99e                |
| 064 | Marc Wauters                   | Belgique   | 42e                |
| 065 | Rolf Aldag                     | Allemagne  | 36e                |
| 066 | Bert Dietz                     | Allemagne  | 65e                |
| 067 | Ralf Grabsch                   | Allemagne  | 67e                |
| 068 | Kai Hundertmarck               | Allemagne  | Abandon            |
| 069 | Matthias Kessler               | Allemagne  | Abandon            |
| 070 | Jörg Ludewig                   | Allemagne  | 83e                |
| 071 | Grischa Niermann               | Allemagne  | 88e                |
| 072 | Jan Schaffrath                 | Allemagne  | 89e                |
| 073 | Tobias Steinhauser             | Allemagne  | 5e                 |
| 074 | Jens Voigt                     | Allemagne  | 92e                |
| 075 | Artour Babaitsev               | Russie     | 97e                |
| 076 | Sergueï Ivanov                 | Russie     | 35e                |
| 077 | Oleg Joukov                    | Russie     | 79e                |
| 078 | Dimitri Konyshev               | Russie     | Abandon            |
| 079 | Sergei Lelekin                 | Russie     | 103e               |

| N°  | Coureur               | Pays             | Rang              |
| --- | --------------------- | ---------------- | ----------------- |
| 080 | Alexei Sivakov        | Russie           | 96e               |
| 081 | Serguei Smetanine     | Russie           | 102e              |
| 082 | Morten Sonne          | Danemark         | Forfait           |
| 083 | Tayeb Braikia         | Danemark         | Abandon           |
| 084 | Bo Hamburger          | Danemark         | 23e               |
| 085 | Frank Høj             | Danemark         | Abandon           |
| 086 | Allan Johansen        | Danemark         | Abandon           |
| 087 | Danny Jonasson        | Danemark         | 71e               |
| 088 | Lars Michaelsen       | Danemark         | Abandon           |
| 089 | Michael Steen Nielsen | Danemark         | 62e               |
| 090 | Jacob Moe Rasmussen   | Danemark         | Abandon           |
| 091 | Nicki Sørensen        | Danemark         | 41e               |
| 092 | Rolf Sørensen         | Danemark         | 63e               |
| 093 | Michael Boogerd       | Pays-Bas         | 11e               |
| 094 | Steven de Jongh       | Pays-Bas         | 78e               |
| 095 | Maarten den Bakker    | Pays-Bas         | 60e               |
| 096 | Addy Engels           | Pays-Bas         | Abandon           |
| 097 | Tristan Hoffman       | Pays-Bas         | Abandon           |
| 098 | Jans Koerts           | Pays-Bas         | Abandon           |
| 099 | Karsten Kroon         | Pays-Bas         | 86e               |
| 100 | Marc Lotz             | Pays-Bas         | 46e               |
| 101 | Matthé Pronk          | Pays-Bas         | 105e              |
| 102 | Léon van Bon          | Pays-Bas         | Abandon           |
| 103 | Max van Heeswijk      | Pays-Bas         | 95e               |
| 104 | Aart Vierhouten       | Pays-Bas         | 77e               |
| 105 | Piotr Chmielewski     | Pologne          | Abandon           |
| 106 | Zbigniew Piątek       | Pologne          | 53e               |
| 107 | Piotr Przydział       | Pologne          | Abandon           |
| 108 | Robert Radosz         | Pologne          | Abandon           |
| 109 | Jaroslaw Ryszewski    | Pologne          | Abandon           |
| 110 | Zbigniew Spruch       | Pologne          | Médaille d'argent |
| 111 | Kazimierz Stafiej     | Pologne          | Abandon           |
| 112 | Piotr Wadecki         | Pologne          | 34e               |
| 113 | Raimondas Rumšas      | Lituanie         | 20e               |
| 114 | Raivis Belohvoščiks   | Lettonie         | Abandon           |
| 115 | Arvis Piziks          | Lettonie         | Abandon           |
| 116 | Romāns Vainšteins     | Lettonie         | Médaille d'or     |
| 117 | Michael Andersson     | Suède            | Abandon           |
| 118 | Niklas Axelsson       | Suède            | 14e               |
| 119 | Martin Bo Johansson   | Suède            | 104e              |
| 120 | Marcus Ljungqvist     | Suède            | 76e               |
| 121 | Glenn Magnusson       | Suède            | 72e               |
| 122 | Andrej Hauptman       | Slovénie         | 38e               |
| 123 | Gorazd Štangelj       | Slovénie         | 13e               |
| 124 | Jaan Kirsipuu         | Estonie          | 59e               |
| 125 | Janek Tombak          | Estonie          | 57e               |
| 126 | Thor Hushovd          | Norvège          | 109e              |
| 127 | Bjørnar Vestøl        | Norvège          | 70e               |
| 128 | Vladimir Miholjević   | Croatie          | 107e              |
| 129 | Ruslan Ivanov         | Moldavie         | 85e               |
| 130 | Igor Pugaci           | Moldavie         | 48e               |
| 131 | Vladimir Duma         | Ukraine          | Abandon           |
| 132 | Serhiy Honchar        | Ukraine          | Abandon           |
| 133 | Ruslan Pidgornyy      | Ukraine          | 108e              |
| 134 | Gerrit Glomser        | Autriche         | 69e               |
| 135 | Harald Morscher       | Autriche         | 61e               |
| 136 | Jochen Summer         | Autriche         | 40e               |
| 137 | Gerhard Trampusch     | Autriche         | 75e               |
| 138 | Milan Kadlec          | Tchéquie         | 93e               |
| 139 | Lubomir Kejval        | Tchéquie         | Abandon           |
| 140 | Ondřej Sosenka        | Tchéquie         | 91e               |
| 141 | Wong Kam Po           | Hong Kong        | 82e               |
| 142 | Christian Poos        | Luxembourg       | Abandon           |
| 143 | Sergey Belousov       | Kazakhstan       | Abandon           |
| 144 | Dmitriy Fofonov       | Kazakhstan       | 87e               |
| 145 | Oleg Kozlitine        | Kazakhstan       | 74e               |
| 146 | Alexandre Vinokourov  | Kazakhstan       | 54e               |
| 147 | Robert Hunter         | Afrique du Sud   | Abandon           |
| 148 | Christopher Jenner    | Nouvelle-Zélande | 66e               |
| 149 | Gordon McCauley       | Nouvelle-Zélande | Abandon           |
| 150 | Tom Leaper            | Australie        | 73e               |
| 151 | Stuart O'Grady        | Australie        | 101e              |
| 152 | Scott Sunderland      | Australie        | 7e                |
| 153 | Jay Sweet             | Australie        | Abandon           |
| 154 | Michael Barry         | Canada           | 106e              |
| 155 | Dominique Perras      | Canada           | 68e               |
| 156 | Mark Lovatt           | Royaume-Uni      | Forfait           |
| 157 | Maximilian Sciandri   | Royaume-Uni      | 17e               |
| 158 | Charles Wegelius      | Royaume-Uni      | 80e               |